# Every Turn of the World
Every Turn of the World, album av Christopher Cross, utgivet i november 1985. Albumet var Cross' tredje album och det är producerat av Michael Omartian.
Albumet nådde Billboard-listans 158:e plats.

## Låtlista
1. Every Turn Of The World (Bettis/Christopher Cross/Rob Meurer)
2. Charm That Snake (Christopher Cross)
3. I Hear You Call
4. Don't Say Goodbye
5. It's You That Really Matters
6. Love Is Love (In Any Lanquage)
7. Swing Street
8. Love Found A Home
9. That Girl (Bettis/Christopher Cross)
10. Open Your Heart